# Valentina Miranda
Valentina Andrea Miranda Arce (Santiago de Chile, 19 de marzo de 2000) es una estudiante, activista y política chilena, militante del Partido Comunista de Chile (PCCh). Fue integrante de la Convención Constitucional de Chile en representación del distrito N°8, siendo la representante más joven en dicha institución.

## Biografía
Oriunda del sector sur de Santiago de Chile, su madre fue dirigenta sindical y presidenta de la Central Unitaria de Trabajadores durante 14 años en las zonales Oriente y Chacabuco. Sus estudios secundarios los realizó en el Liceo n.º 1 Javiera Carrera y el Liceo 7 Teresa Prats de Sarretea, egresando de este último en 2019. Actualmente es estudiante de Administración Pública en la Universidad de Chile. Se identifica como hincha del club deportivo Colo-Colo.

## Actividad política

### Dirigencia estudiantil
En 2014 comenzó su militancia en las Juventudes Comunistas de Chile mientras cursaba sus primeros años de secundaria.   
En 2019 fue elegida para ser vocera nacional de la Coordinadora Nacional de Estudiantes Secundarios (CoNES), lo cual le permitió convertirse en dirigente estudiantil.
No obstante, durante el período del estallido social, fue víctima de agresiones y de secuestro por parte de Carabineros de Chile. El primer hecho sucedió el 18 de octubre donde fue impactada por una bomba lacrimógena en las cercanías de la estación Plaza Egaña. Luego, al día siguiente, recibió un perdigón en la parte posterior de la cabeza cuando participaba de una marcha.
Esta situación no fue denunciada hasta que fue víctima de secuestro por parte de un efectivo policial el 22 de octubre de ese mismo año, donde inmediatamente se hizo la denuncia a los medios de comunicación y se difundió masivamente por redes sociales.

### Convencional constituyente
Presentó su candidatura a las elecciones de convencionales constituyentes en el pacto «Apruebo Dignidad» representando al Partido Comunista de Chile en el distrito N.° 8 (Colina, Lampa, Quilicura, Pudahuel, Til Til, Cerrillos, Estación Central y Maipú), resultando electa y convirtiéndose en la candidata más joven en formar parte de la Convención Constitucional.
Miranda es abiertamente pansexual, y el 28 de junio de 2021 fue una de las fundadoras de la «Red Disidente Constituyente», destinada a coordinar la visibilidad y representación de la diversidad sexual en la Convención Constitucional. Los otros integrantes del grupo fueron Jeniffer Mella, Bessy Gallardo, Tomás Laibe, Javier Fuchslocher, Pedro Muñoz Leiva, Gaspar Domínguez y Rodrigo Rojas Vade.
Fue postulada por Apruebo Dignidad para ser coordinadora de la Comisión de Participación Popular y Equidad Territorial de la Convención Constitucional, sin embargo no resultó electa.
Cesó el cargo el 4 de julio de 2022, junto con la disolución de la Convención Constitucional.

## Historial electoral

### Elecciones de convencionales constituyentes de 2021
- Elecciones de convencionales constituyentes de 2021, para convencional constituyente por el Distrito N.° 8 (Maipú, Pudahuel, Cerrillos, Estación Central, Quilicura, Colina, Lampa y Tiltil)[12]

| Candidato                        | Pacto                                 | Partido | Votos   | %    | Resultados   |
| -------------------------------- | ------------------------------------- | ------- | ------- | ---- | ------------ |
| Daniel Stingo Camus              | Apruebo Dignidad                      | ILYQ    | 111 482 | 24,7 | Convencional |
| Bernardo De La Maza Bañados      | Vamos por Chile                       | ILXP    | 28 294  | 6,3  | Convencional |
| Marco Antonio Arellano Ortega    | La Lista del Pueblo                   | ILZN    | 20 345  | 4,5  | Convencional |
| María Magdalena Rivera Iribarren | La Lista del Pueblo                   | ILZN    | 18 671  | 4,1  | Convencional |
| Karen Orellana Sullivan          | La Lista del Pueblo                   | ILZN    | 13 090  | 2,8  |              |
| Mario Aguilar Arévalo            | Independientes y Movimientos Sociales | ILYU    | 12 108  | 2,7  |              |
| Francisco Reyes Morandé          | Lista del Apruebo                     | ILYB    | 11 653  | 2,6  |              |
| Claudia Figueroa Sepúlveda       | La Lista del Pueblo                   | ILZN    | 11 513  | 2,5  |              |
| Valentina Miranda Arce           | Apruebo Dignidad                      | PCCh    | 10 922  | 2,4  | Convencional |
| Bessy Gallardo Prado             | Lista del Apruebo                     | ILYB    | 9 596   | 2,1  | Convencional |
| Tatiana Urrutia Herrera          | Apruebo Dignidad                      | RD      | 4 448   | 1,0  | Convencional |
| Andrés Giordano Salazar          | Apruebo Dignidad                      | ILYQ    | 3 314   | 0,7  |              |